# Kußmaul-Atmung

Verschiedene Atmungsformen, an dritter Stelle die Kußmaul-Atmung.

Kußmaul-Atmung (benannt nach dem deutschen Biologen und Internisten Adolf Kußmaul – dem Arzt ist 1874 diese Art der Atmung erstmals bei Patienten aufgefallen; die Benennung hat nichts mit einer Mundstellung zu tun), auch Azidose-Atmung  oder Azidoseausgleichsatmung genannt, bezeichnet ein pathologisches Atmungsmuster, das sich durch eine erhöhte Atemtätigkeit (Hyperventilation) normaler Frequenz äußert. Ursache dafür ist eine Übersäuerung (Azidose) des Blutes (diabetisches Koma, metabolische Azidose).

## Pathophysiologie
Die Kußmaul-Atmung ist Ausdruck einer metabolischen Azidose, die entweder durch einen Bicarbonatverlust oder durch eine erhöhte H+-Konzentration im Blut hervorgerufen wird.
Wenn im Blut die Zahl der Protonen (H+) über den Normwerten liegt, versucht der Körper, über das Kohlensäure-Bicarbonat-System dem pH-Abfall entgegenzuwirken. Hier werden also die überschüssigen Protonen an Bicarbonat gebunden, wodurch schließlich Kohlensäure (H2CO3) entsteht. Da Kohlensäure instabil ist, zerfällt sie zu Kohlenstoffdioxid (CO2) sowie Wasser (H2O). Infolge des hohen Gehaltes an gelöstem CO2 bewirkt der Organismus reflektorisch einen Antrieb zur Abatmung des Kohlenstoffdioxides (respiratorische Kompensation der metabolischen Azidose) und versucht so, einem Abfall des pH-Wertes entgegenzuwirken. Gekennzeichnet ist die Kußmaul-Atmung durch charakteristische vertiefte, geräuschvolle und normalfrequente Atembewegungen.

## Originalbeschreibung
- A. Kußmaul: Zur Lehre vom Diabetes mellitus. Über eine eigenthümliche Todesart bei Diabetischen, über Acetonämie, Glycerin-Behandlung des Diabetes und Einspritzungen von Diastase in’s Blut bei dieser Krankheit. In: Deutsches Archiv für klinische Medicin. Leipzig 1874, 14, S. 1–46.